# Alvares (Góis)
Pour les articles homonymes, voir Alvares.
Alvares est une paroisse civile portugaise (en portugais : freguesia) de la municipalité de Góis dans le district et la région de Coimbra.

## Géographie
Alvares est située au sud de la municipalité de Góis.
Au sud-est, elle est séparée de Pampilhosa da Serra par le rio Unhais, affluent du Zêzere. Au sud-ouest, elle est séparée de Castanheira de Pera par la Ribeira de Mega. L'Unhais et la Mega confluent à l'extrémité sud du territoire de la paroisse.

## Histoire
Le toponyme Alvares fait référence à l'abondance de chêne dans la région au XIe siècle.
Au début du XIXe siècle, la municipalité d'Alvares est composée des paroisses d'Alvares et de Portela do Fojo. En 1855, la municipalité est supprimée et Alvares est rattachée à Góis.

## Démographie
Lors du recensement de 2021, Alvares compte 686 habitants.